# Клар Альбийский
Клар Альбийский (лат. Clarus, фр. Clair d'Albi, окс. Clar) или Клар Аквитанский — христианский святой, первый епископ Альбийский. День памяти — 1 июня.

## Житие
Точные даты жизни святого Клара Альбийского неизвестны.
Современные его жизни исторические документы, касающиеся его жития, неизвестны. Описание жития опирается на предания. В числе текстологических источников — рукопись монастыря святого Севера, а также Альюийский и Тюлльский бревиарии.
Согласно преданию, св. Клар и его спутники были родом из Африки Сообщается, что группа из семи сподвижников отправилась в Рим, а оттуда была отправлена в Галлию для обращения населения в христианство под руководством Севера.
Святой Клар был назначен епископом за свой большой опыт. Он поселился в Альби, первым епископом которого стал. Его прибытие в Альби ознаменовалось несколькими чудесами. Болландисты сообщают, что он якобы останавливался в Кёльне. Скорее всего это не так, и речь идёт о местечке Колонь, которое находится на дороге из Тулузы в Лектур.
Затем он отправился в гасконские пустоши, где проповедовал со товарищи, среди которых были святые Север и Геронтий из Ажетмо. Наконец, он поселился в городе Лектура. Именно здесь от него и от его сподвижника Вавилы потребовали принести жертву языческим богам, пользовавшимся тогда большим почетом на месте древней Лакторы. После их отказа они были избиты палками и брошены в тюрьму, где им явился ангел, чтобы утешить. Наконец, их обезглавили у подножия крепостных стен, в том месте, которое до сих пор носит имя Сен-Клер и где установлен памятный крест.

## Почитание
Мощи св. Клара хранятся и хранятся в церкви и соборе Сен-Жерве-Сен-Проте в Лектуре, который, как считается, построен на месте языческих храмов. Во время великих вторжений, в девятом веке, мощи были перевезены в храм святой Евлалии, отсюда и титул св. Клар Аквитанский, который упоминается чаще всего. Часть мощей была получена в 1700 году епархией Альби. Остальные мощи оставались в Бордо до октября 1858 года, когда состоялся торжественный перенос их в Лектур, где после церемонии собралось значительное количество людей. Затем, в ноябре того же года, ещё одна часть мощей была перенесена в Сен-Клар в присутствии 6000 человек.
Святого Клара не следует путать с Кларом Нантским, первым епископом города конца III века, а также с Кларом из Мармутье, также известным как святой Клар.

## Галерея

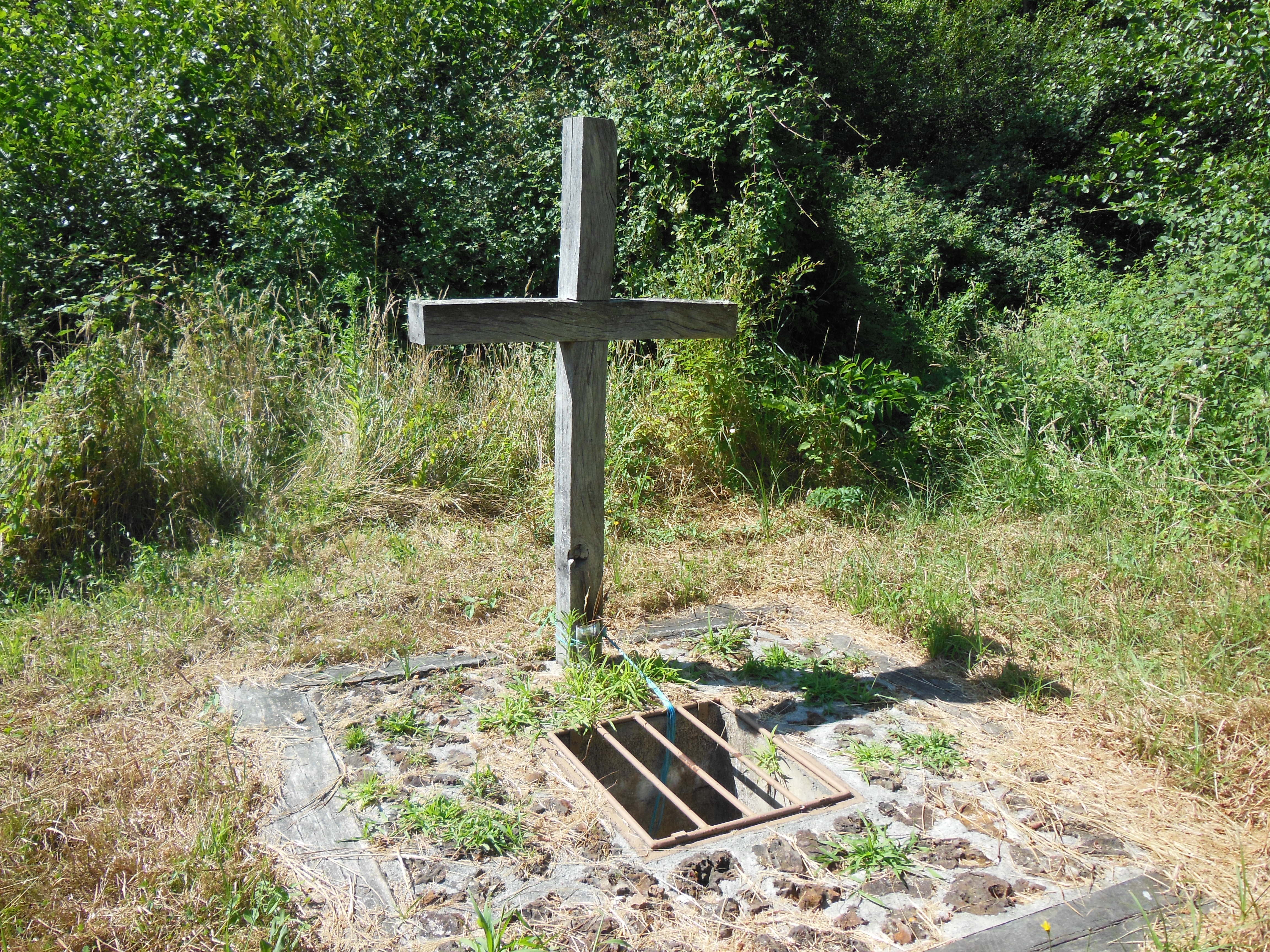
Источник св. Клара в Сан-Поль-эн-Борн
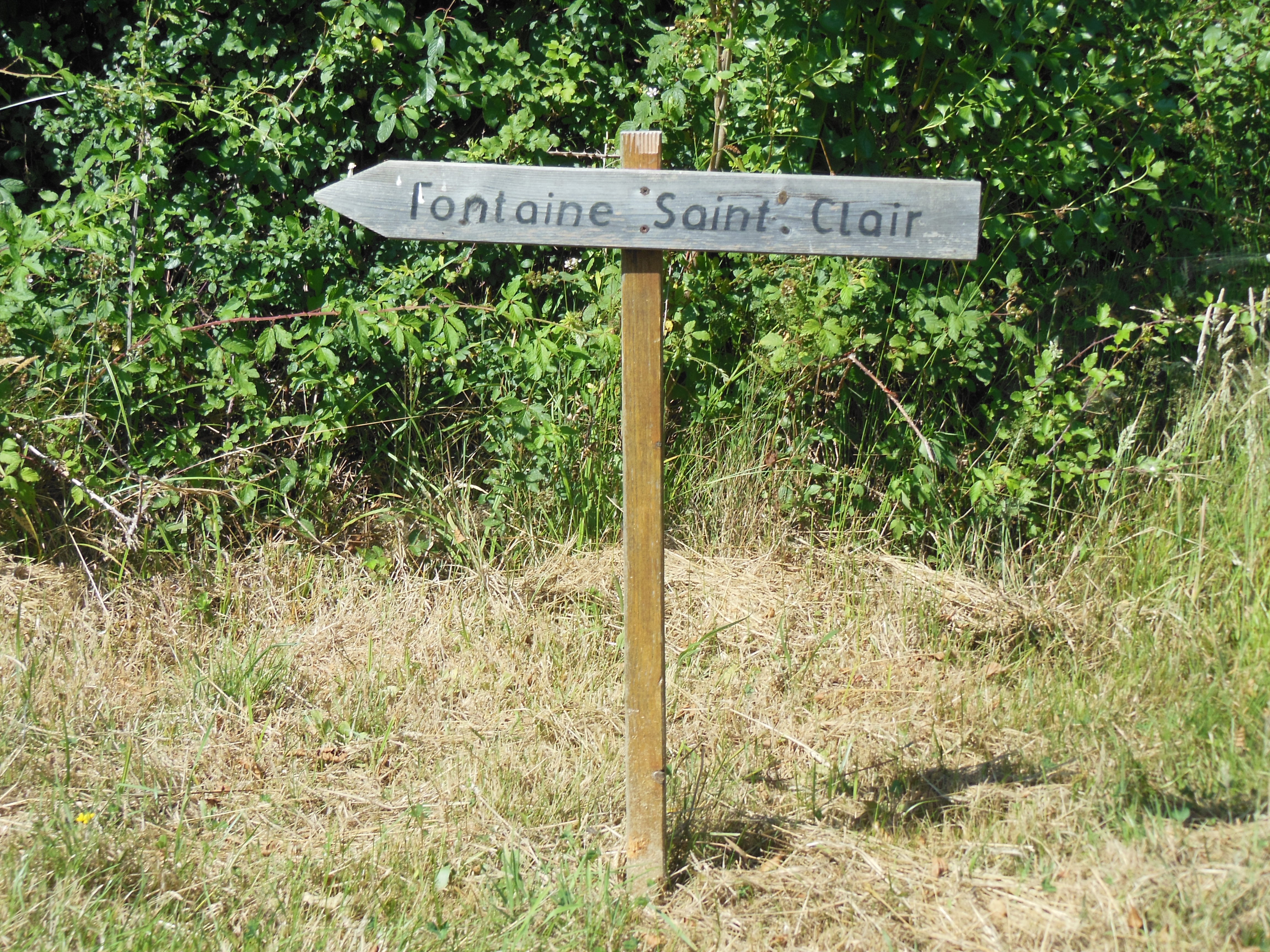
К источнику св. Клара